# Fireproof – Gib deinen Partner nicht auf
Fireproof – Gib deinen Partner nicht auf (Originaltitel: Fireproof) ist ein christliches US-amerikanisches Filmdrama aus dem Jahr 2008. Die Hauptrollen des Low-Budget-Films spielen Kirk Cameron und Erin Bethea.

## Handlung
Der Feuerwehrmann Caleb Holt und die Krankenhausverwalterin Catherine leben in Albany, Georgia und sind seit sieben Jahren verheiratet. Im Laufe der Zeit haben sich beide auseinandergelebt. Streit ist an der Tagesordnung. Calebs Sucht nach Internetpornos und seine Pläne, ein Boot zu kaufen, heizen die Stimmung immer weiter an. Catherine belastet, dass ihre Mutter kürzlich einen schweren Schlaganfall hatte und dringend ein Krankenbett und einen Rollstuhl benötigt. Als Catherine die Scheidung von ihrem Ehemann wünscht, willigt Caleb ein, da er sich von Catherine nicht wertgeschätzt fühlt.
Während der Vorbereitung der Scheidung bittet Calebs Vater ihn, die Sache zu überdenken. Schließlich hätten er und Calebs Mutter ihre Probleme damals auch mit Gottes Hilfe lösen können. Caleb willigt ein, die Scheidung 40 Tage hinauszuzögern und mithilfe eines von seinem Vater geschriebenen Buches seine Ehe zu retten. Caleb soll jeden Tag eine Seite lesen und den Ratschlag befolgen. Er fängt an Kaffee zu kochen, im Haushalt zu helfen und seiner Frau Aufmerksamkeiten zu kaufen. Als diese ihren Kolleginnen von dem merkwürdige Verhalten ihres Mannes erzählt, reden diese ihr ein, dass dies eine Masche sei, um bei der Scheidung alles zu bekommen. Catherine konfrontiert ihren Mann damit und will die Scheidung nun umso schneller. Sie beginnt zudem mit dem Chefarzt Gavin Keller zu flirten, da dieser ihr zuhört und für ihre Probleme offen ist. Caleb beginnt unterdessen, sich selbst besser zu verstehen.
Nach einem erneuten Gespräch mit seinem Vater beginnt Caleb außerdem, sich mit Gott zu beschäftigen. Als er von seinem Kollegen erfährt, dass dieser auch eine Scheidung durchlebt hat, beginnt er ernsthaft an sich und seiner Ehe zu arbeiten. Er fängt an, sich für Catherines Probleme zu interessieren. Er erkennt seine Porno-Sucht und zertrümmert vor den Augen der Nachbarn seinen Computer. Er beginnt zu beten und sich zu verändern. Catherine hat unterdessen die Scheidung in die Wege geleitet. Als Caleb von ihrem Flirt mit Dr. Keller erfährt, stürmt er ins Krankenhaus und macht diesem eine Szene. Mehrere Kollegen bekommen dies mit und bekommen ebenfalls ein anderes Bild von Caleb.
Catherine findet heraus, dass jemand für das Krankenbett ihrer Mutter bezahlt hat und glaubt, dass dies Dr. Keller war. Caleb beginnt unterdessen zu verzweifeln, gibt aber trotzdem nicht auf. Als Catherine krank wird und er sich um sie kümmert, offenbart sie ihm, dass sie das Buch gefunden hat. Auf die Frage, bei welchem der 40 Tage er sei, antwortet er mit 43. Er wollte auch nach den 40 Tagen nicht aufgeben. Caleb fragt sie, ob sie nicht doch an ihre Ehe glaubt. Catherine bittet ihn um Bedenkzeit. Als sie später ins Sanitätshaus geht, um einige Sachen für ihre Mutter zu holen, erfährt sie, dass nicht Dr. Keller, sondern Caleb für das Bett bezahlt hat. Catherine erkennt das Opfer, das er gebracht hat, denn dieses Geld war ursprünglich für sein Boot gedacht. Catherine realisiert, dass sich Caleb wirklich verändert hat und sucht ihn in seiner Feuerwache auf. Dort bittet sie ihn, das, was mit ihm passiert sei, auch mit ihr zu teilen.
Calebs und Catherines Ehe ist wieder stabilisiert und Caleb trifft sich noch einmal mit seinem Vater John und erzählt ihm, dass ihm das Buch sehr geholfen hatte und er dieses nun einem anderen weiterempfohlen hatte. Caleb hatte sich allerdings von Beginn an die Ratschläge seiner Mutter ungern anhören wollen, sodass sein Vater ihm schließlich beichtet, dass er Caleb über das Buch und dem Kampf, als es um die Ehe von ihm und Calebs Mutter ging, nicht komplett die Wahrheit gesagt hatte. John war es, der damals gehen wollte. Cheryl war es, die dieses Buch genutzt hatte, um ihre Ehe zu retten. John hatte es nur in seine eigene Handschrift übertragen, denn er wusste, Caleb würde es sonst ablehnen. Caleb erkennt hier, wie falsch er seine Mutter behandelt hatte und sucht sie anschließend sofort auf, um sich mit ihr zu versöhnen.
Zum Abschluss erneuern Caleb und Catherine ihr Eheversprechen vor all ihren Freunden und Verwandten als Bündnis mit Gott.

## Soundtrack
Die Musik zu dem Film Fireproof wurde am 14. Juli 2009 als Soundtrack-Album veröffentlicht. Es beinhaltet Lieder von christlichen Gruppen und Künstlern wie Casting Crowns und Third Day, sowie Teile der Filmmusik, die von Mark Willard komponiert wurde.
1. „Fireproof“ – Main Title (2:11)
2. „Brighter Days“ – Leeland (3:44)
3. „This is Who I Am“ – Third Day (2:32)
4. „On the Tracks“ (6:08)
5. „The Love Dare“ (1:02)
6. „Slow Fade“ – Casting Crowns (4:40)
7. „Not Good Enough“ (1:00)
8. „What You Don't Have“ (2:37)
9. „House Fire“ (6:01)
10. „While I'm Waiting“ – John Waller (4:52)
11. „Temptation“ (2:52)
12. „The Apology“ (2:43)
13. „Personal Sacrifice“ (3:48)
14. „You Belong to Me“ – Grey Holiday (1:50)
15. „She Did It To Me“ (1:50)
16. „Love Is Not a Fight (Movie Version)“ – Warren Barfield (4:28)
17. „Bonus Track: While I'm Waiting (Fireproof Remix)“ – John Waller (4:49)

### Auszeichnungen
2010 wurde der Soundtrack des Films für den Dove Award in der Kategorie „Special Event Album“ nominiert.

## Veröffentlichung
Fireproof hatte in den USA am 26. September 2008 seine Kinopremiere. Der Film nahm bei einem Budget von 500.000 US-Dollar über 33 Millionen US-Dollar ein und war damit im Jahr 2008 der erfolgreichste Independent-Film.
In den USA erschien der Film am 27. Januar 2009 auf DVD und am 29. September 2009 auf Blu-ray. Einige der gedrehten Szenen wurden bei den Videoveröffentlichungen geschnitten.
In Deutschland wurde der Film am 29. März 2012 auf DVD und Blu-ray veröffentlicht.

## Rezeption
Der Film erhielt in den USA von renommierten Zeitungen gemischte bis negative Kritiken. So errechnet Metacritic für den Film einen Metascore von 28/100 und Rotten Tomatoes einen Wert von 40 %.
Von christlicher Seite erhielt der Film hingegen positive Kritiken und mehrere Preise wie den Besten Spielfilm auf dem San Antonio Independent Christian Film Festival.
Das Online-Magazin kath.net schrieb: „Der Film ist primär ein Film für Eheleute und darüber hinaus für alle Menschen, die sich von der Liebe und auch von der Liebe Gottes mitreißen lassen. ‚Fireproof‘ ist ein Film, der niemanden unbewegt lassen wird.“